# Чепурнов, Анатолий Алексеевич
Анатолий Алексеевич Чепурнов (19 декабря 1871, Ловийса, Нюландская губерния — 29 апреля 1942, Хельсинки) — русский, финский шахматист.
Родился в семье железнодорожного инженера А. И. Чепурнова, ставшего позже руководителем управления путей сообщения Великого княжества Финляндского. По окончании шведского лицея в Выборге в 1891 году поступил в Политехническое училище в Гельсингфорсе. Получив высшее образование, поступил на службу в управление Финляндской железной дороги в Петербурге. После Октябрьской революции переехал в Финляндию, работал железнодорожным служащим в Выборге, Миккели и Хельсинки.
Был двукратным чемпионом страны, выступал за финскую сборную в международных соревнованиях. В 1922 г. стал первым шахматистом Финляндии, получившим звание национального мастера. Участвовал в чемпионатах мира ФИДЕ 1924 и 1928 гг. В качестве представителя Финляндии участвовал в подписании учредительных документов на 1-м конгрессе ФИДЕ (Париж, 1924 г.).

## Спортивные результаты
| Год  | Город     | Соревнование                                            | + | −  | = | Результат | Место |
| ---- | --------- | ------------------------------------------------------- | - | -- | - | --------- | ----- |
| 1903 | Петербург | Турнир петербургских шахматистов                        |   |    |   |           | 5     |
| 1904 | Петербург | Турнир петербургских шахматистов                        |   |    |   |           | 9     |
|      | Петербург | Турнир петербургских шахматистов                        |   |    |   |           | 2     |
|      | Петербург | Турнир петербургских шахматистов                        |   |    |   |           | 4—5   |
| 1908 | Петербург | Турнир петербургских шахматистов                        |   |    |   |           | 7—8   |
| 1909 | Петербург | Всероссийский турнир любителей памяти М. И. Чигорина    | 5 | 10 | 1 | 5½ из 16  | 14    |
|      | Петербург | Турнир петербургского шахматного собрания               |   |    |   |           | 7—8   |
| 1911 | Петербург | Турнир петербургского шахматного собрания               |   |    |   |           | 8     |
|      | Петербург | Турнир петербургского шахматного собрания               |   |    |   |           | 5—6   |
|      | Петербург | Матч Петербург — Москва (9-я доска, против В. Мусатова) | 0 | 1  | 0 | 0 из 1    |       |
| 1913 | Петербург | Турнир петербургского шахматного собрания               |   |    |   |           | 3     |
| 1922 | Хельсинки | Чемпионат Финляндии                                     |   |    |   | 9½ из 11  | 1     |
| 1924 | Париж     | Чемпионат мира ФИДЕ (группа № 7)                        | 5 | 0  | 0 | 5 из 5    | 1     |
|      |           | (финал)                                                 | 2 | 4  | 2 | 3 из 8    | 4—6   |
| 1926 | Будапешт  | Международный турнир                                    |   |    |   |           | 3     |
| 1927 | Лондон    | I Олимпиада (сборная Финляндии, 1-я доска)              | 4 | 7  | 4 | 6 из 15   |       |
| 1928 | Гаага     | Чемпионат мира ФИДЕ                                     | 3 | 7  | 5 | 5½ из 15  | 12—14 |
|      | Выборг    | Матч с Э. Линдроосом (на звание чемпиона Финляндии)     |   |    |   | 5 : 3     |       |
| 1929 | Гётеборг  | 14-й турнир северных стран                              |   |    |   |           | 7     |
| 1930 | Стокгольм | 15-й турнир северных стран                              |   |    |   |           | 3     |
|      | Хельсинки | Международный турнир                                    |   |    |   |           | 2—4   |
| 1931 | Хельсинки | Матч с Э. Бёком (на звание чемпиона Финляндии)          |   |    |   | 4½ : 5½   |       |
| 1935 | Хельсинки | Чемпионат Финляндии                                     |   |    |   |           | 2     |